# 14
Il 14 (XIV in numeri romani) è un anno  del I secolo.

## Eventi
- Augusto invia Caligola a raggiungere il padre (in Gallia o in Germania)
- 19 agosto - Augusto muore a Nola e subito dopo viene dichiarato essere una divinità.
- Tiberio, imperatore romano, succede ad Augusto.
- Le legioni romane di stanza sul fiume Reno si ribellano dopo la morte di Augusto. Germanico pone fine ai disordini.
- La legio I Germanica viene inviata a Nauportus (l'odierna Vrhnika, nella Slovenia centrale) per costruirvi strade e ponti, ma la legione si ribella al comando romano e saccheggia la città.
- Germanico viene nominato comandante di tutte le forze militari in Germania, e parte per una spedizione oltre il Reno che durerà fino al 16 d.C.
- Inizia la costruzione del ponte di Tiberio.
- Aulo Cecina Severo diviene legato di Germanico nella Germania inferiore.
- Il Senato decreta l'apoteosi ad Augusto.
- Il censimento dei cittadini romani attesta che il loro numero è di 4,937,000.
- Inizio della Dinastia Giulio-Claudia.
- In Cina si verifica una grande carestia. Le fonti parlano di alcuni episodi di cannibalismo.

## Nati
- Lucio Verginio Rufo, senatore e militare romano († 97)

## Morti
- 19 agosto - Augusto, imperatore romano (n. 63 a.C.)
- 20 agosto - Marco Vipsanio Agrippa Postumo, politico romano (n. 12 a.C.)
- Paolo Fabio Massimo, giurista, scrittore e politico romano
- Giulia maggiore, nobildonna romana (n. 39 a.C.)
- Lucio Emilio Paolo, politico romano

## Calendario
| Calendario 14 | Calendario 14 | Calendario 14 | Calendario 14 | Calendario 14 | Calendario 14 | Calendario 14 | Calendario 14 | Calendario 14 | Calendario 14 | Calendario 14 | Calendario 14 | Calendario 14 | Calendario 14 | Calendario 14 | Calendario 14 | Calendario 14 | Calendario 14 | Calendario 14 | Calendario 14 | Calendario 14 | Calendario 14 | Calendario 14 | Calendario 14 | Calendario 14 | Calendario 14 | Calendario 14 | Calendario 14 | Calendario 14 | Calendario 14 | Calendario 14 | Calendario 14 | Calendario 14 |
| ------------- | ------------- | ------------- | ------------- | ------------- | ------------- | ------------- | ------------- | ------------- | ------------- | ------------- | ------------- | ------------- | ------------- | ------------- | ------------- | ------------- | ------------- | ------------- | ------------- | ------------- | ------------- | ------------- | ------------- | ------------- | ------------- | ------------- | ------------- | ------------- | ------------- | ------------- | ------------- | ------------- |
|               | 1             | 2             | 3             | 4             | 5             | 6             | 7             | 8             | 9             | 10            | 11            | 12            | 13            | 14            | 15            | 16            | 17            | 18            | 19            | 20            | 21            | 22            | 23            | 24            | 25            | 26            | 27            | 28            | 29            | 30            | 31            |               |
| Gennaio       | Lu            | Ma            | Me            | Gi            | Ve            | Sa            | Do            | Lu            | Ma            | Me            | Gi            | Ve            | Sa            | Do            | Lu            | Ma            | Me            | Gi            | Ve            | Sa            | Do            | Lu            | Ma            | Me            | Gi            | Ve            | Sa            | Do            | Lu            | Ma            | Me            |               |
| Febbraio      | Gi            | Ve            | Sa            | Do            | Lu            | Ma            | Me            | Gi            | Ve            | Sa            | Do            | Lu            | Ma            | Me            | Gi            | Ve            | Sa            | Do            | Lu            | Ma            | Me            | Gi            | Ve            | Sa            | Do            | Lu            | Ma            | Me            |               |               |               |               |
| Marzo         | Gi            | Ve            | Sa            | Do            | Lu            | Ma            | Me            | Gi            | Ve            | Sa            | Do            | Lu            | Ma            | Me            | Gi            | Ve            | Sa            | Do            | Lu            | Ma            | Me            | Gi            | Ve            | Sa            | Do            | Lu            | Ma            | Me            | Gi            | Ve            | Sa            |               |
| Aprile        | Do            | Lu            | Ma            | Me            | Gi            | Ve            | Sa            | Do            | Lu            | Ma            | Me            | Gi            | Ve            | Sa            | Do            | Lu            | Ma            | Me            | Gi            | Ve            | Sa            | Do            | Lu            | Ma            | Me            | Gi            | Ve            | Sa            | Do            | Lu            |               |               |
| Maggio        | Ma            | Me            | Gi            | Ve            | Sa            | Do            | Lu            | Ma            | Me            | Gi            | Ve            | Sa            | Do            | Lu            | Ma            | Me            | Gi            | Ve            | Sa            | Do            | Lu            | Ma            | Me            | Gi            | Ve            | Sa            | Do            | Lu            | Ma            | Me            | Gi            |               |
| Giugno        | Ve            | Sa            | Do            | Lu            | Ma            | Me            | Gi            | Ve            | Sa            | Do            | Lu            | Ma            | Me            | Gi            | Ve            | Sa            | Do            | Lu            | Ma            | Me            | Gi            | Ve            | Sa            | Do            | Lu            | Ma            | Me            | Gi            | Ve            | Sa            |               |               |
| Luglio        | Do            | Lu            | Ma            | Me            | Gi            | Ve            | Sa            | Do            | Lu            | Ma            | Me            | Gi            | Ve            | Sa            | Do            | Lu            | Ma            | Me            | Gi            | Ve            | Sa            | Do            | Lu            | Ma            | Me            | Gi            | Ve            | Sa            | Do            | Lu            | Ma            |               |
| Agosto        | Me            | Gi            | Ve            | Sa            | Do            | Lu            | Ma            | Me            | Gi            | Ve            | Sa            | Do            | Lu            | Ma            | Me            | Gi            | Ve            | Sa            | Do            | Lu            | Ma            | Me            | Gi            | Ve            | Sa            | Do            | Lu            | Ma            | Me            | Gi            | Ve            |               |
| Settembre     | Sa            | Do            | Lu            | Ma            | Me            | Gi            | Ve            | Sa            | Do            | Lu            | Ma            | Me            | Gi            | Ve            | Sa            | Do            | Lu            | Ma            | Me            | Gi            | Ve            | Sa            | Do            | Lu            | Ma            | Me            | Gi            | Ve            | Sa            | Do            |               |               |
| Ottobre       | Lu            | Ma            | Me            | Gi            | Ve            | Sa            | Do            | Lu            | Ma            | Me            | Gi            | Ve            | Sa            | Do            | Lu            | Ma            | Me            | Gi            | Ve            | Sa            | Do            | Lu            | Ma            | Me            | Gi            | Ve            | Sa            | Do            | Lu            | Ma            | Me            |               |
| Novembre      | Gi            | Ve            | Sa            | Do            | Lu            | Ma            | Me            | Gi            | Ve            | Sa            | Do            | Lu            | Ma            | Me            | Gi            | Ve            | Sa            | Do            | Lu            | Ma            | Me            | Gi            | Ve            | Sa            | Do            | Lu            | Ma            | Me            | Gi            | Ve            |               |               |
| Dicembre      | Sa            | Do            | Lu            | Ma            | Me            | Gi            | Ve            | Sa            | Do            | Lu            | Ma            | Me            | Gi            | Ve            | Sa            | Do            | Lu            | Ma            | Me            | Gi            | Ve            | Sa            | Do            | Lu            | Ma            | Me            | Gi            | Ve            | Sa            | Do            | Lu            |               |